# Parco Archeologico di Selene

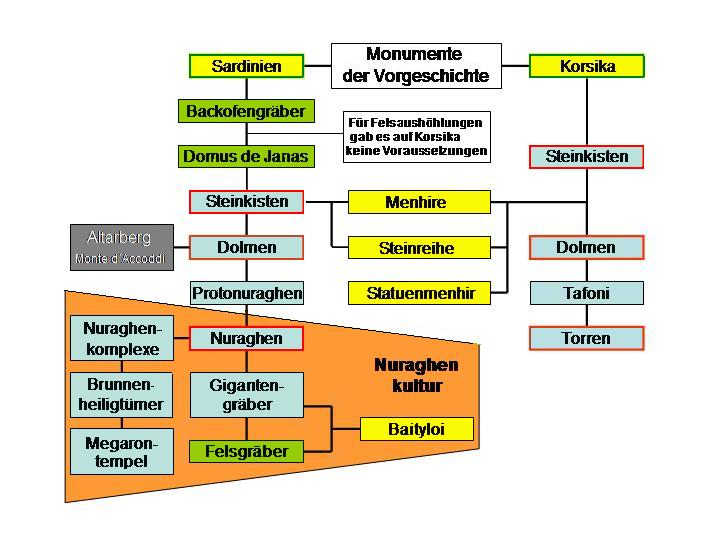
Typenreihe sardisch-korsischer Monumente

Der Parco Archeologico di Selene (Archäologischer Park von Selene, auch Parco archeologico del bosco di Selene bzw. Parco archeologico Bosco Seleni) befindet sich bei Lanusei in der Provinz Ogliastra auf der italienischen Mittelmeerinsel Sardinien. In einem dichten Steineichenwald (Bosco di Selene) liegen eine Nuraghensiedlung aus dem 15. Jahrhundert v. Chr. mit dem Rest eines kleinen Nuraghen und 200 Rundhüttenfundamenten sowie zwei Gigantengräber des späteren Madau-Typs aus lokalem Granit. Die 321 bekannten Gigantengräber Sardiniens sind größtenteils Monumente der bronzezeitlichen Bonnanaro-Kultur (2.200–1.600 v. Chr.), die Vorläufer der Nuraghenkultur war.

## Gigantengräber Seleni I + II
Gigantengrab I stammt aus der Mittleren Bronzezeit (1400 bis 1300 v. Chr.) Es hat eine halbkreisförmige Exedra aus 15 Steinen und eine Kammer, die einst von zwei Lagen flacher Steine bedeckt war. Es hat einen weiten Vorplatz mit einem Bankaltar an der Fassade. Die Ausgrabung erbrachte Vasen und Töpfe mit einer beeindruckenden Kammdekoration.
Gigantengrab II ist rund 100 Jahre jünger. Es hat ebenfalls eine Exedra aus 15 Steinen. Drei gelochte Steine, die „conci a cappelle“ genannt werden, standen vor dem besser erhaltenen Gigantengrab. In die jeweils drei Löcher der Steine wurden kleine Baityloi gesetzt, die Fruchtbarkeitsgottheiten symbolisierten. Der Boden der Grabkammer ist mit Granitplatten ausgelegt. Ein weiteres Merkmal ist die Existenz von umgefallenen Baityloi neben dem Grab.
Im Bosco di Selene liegt zwischen riesigen Felstrümmern auch der Brunnen „Su Sambuccu“.
Das nuraghische Dorf Gennaccili ist durch eine Ausgrabung erschlossen. Es befindet sich 500 Meter südöstlich der Gigantengräber I + II. Die Nuraghe und die Hüttenkreise, die sie umgeben, sind restauriert. Gefunden wurden viele Scherben der mittleren Bronzezeit. Es gibt ein heiliger Brunnen auf dem Granitplateau.